# ヒスピジン
ヒスピジン(Hispidine）は天然の化合物であり、合成もされる。
ヒスピジン-4-O-β-d-グルコピラノシドは、シダ綱のホコシダ(Pteris ensiformis)で見られる。また、ヒスピジンの誘導体は食用キノコのInonotus eranticusx やキコブタケ属(Phellinus) で見られる。